# 光顕寺 (北海道幌加内町)
光顕寺（こうけんじ）は、北海道雨竜郡幌加内町朱鞠内にある真宗大谷派の寺院。本堂は「朱鞠内旧光顕寺・笹の墓標展示館」となっている。

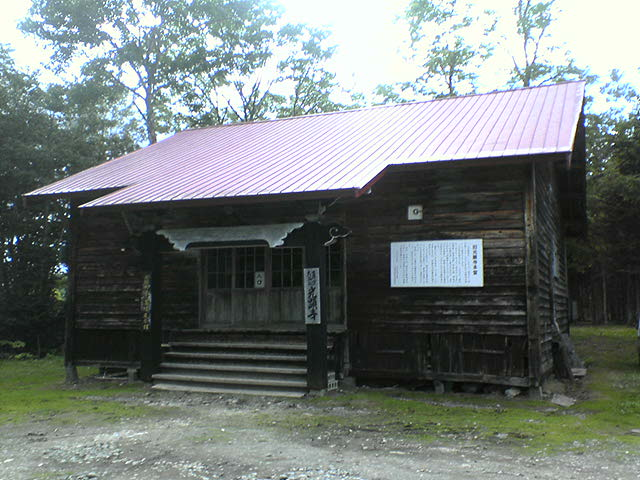
旧光顕寺本堂

## 鉄道・ダム工事と光顕寺
朱鞠内で鉄道・ダム工事が行われた1940年代は太平洋戦争の只中にあり、タコ労働者や朝鮮人、中国人労働者を使った強引な工事が行われていた。朱鞠内は道内有数の豪雪地帯で知られ、冬季の気温も-40℃を記録するなど非常に過酷な自然環境にあったが、国策である工事は冬季間も休まず続けられた。労働者のなかには、過酷な労働に加えて自然環境の厳しさから怪我や病気になる者が絶えず、死に至った者も少なくなかった。
工事犠牲者は後の調査によって210余名が判明しているが、光顕寺本堂で、当時犠牲となった労働者が着の身着のままで一夜の弔いを受けた。

## 展示館概要
本堂内部は、近くの雨竜ダムと深名線鉄道工事におけるタコ部屋労働、強制労働の歴史を展示する資料館となっている。入場は無料。冬季は降雪のため閉鎖されている模様。
館内は1940年代当時の工事の様子がパネル展示されるほか、戦後に行われた犠牲者の遺骨発掘活動などの模様が紹介されている。ビデオも設置されており希望者は自由に視聴することができる。また、工事犠牲者の位牌が建物奥に並べられている。
夏季には来館者が最も多く、朱鞠内湖を訪れた観光客や旧深名線目当ての鉄道ファンにも知られている。中高生の体験学習にも利用されるほか、宿泊施設としても一般に開放されている。

## 歴史
- 1932年（昭和7年） - 「真宗大谷派三股（みつまた）説教所」開設。
- 1932年（昭和7年） - 現在地に本堂、庫裏を建立、「真宗大谷派光顕寺」寺号公称。
- 1935年（昭和10年） - 朱鞠内周辺の鉄道工事（名雨線）開始。タコ部屋労働による工事犠牲者が続々と寺に運びこまれる。
- 1935年（昭和10年） - 雨竜ダム建設工事開始。日本人、朝鮮人強制労働犠牲者が寺に運ばれた。この時の犠牲者位牌が寺に残されている。
- 1943年（昭和18年） - ダムの完成により、往時には数千人を数えた朱鞠内の街も人口減少を迎える。
- 1964年（昭和39年） - 朱鞠内大火。100戸を超す家屋焼失により急速に人口を減らす。多くの信徒が離脱し無住の寺となったため、旭川市内同派寺院の兼務となる。
- 1976年（昭和51年） - 寺の本堂から70基余りの工事犠牲者の位牌が見つかる。
- 1980年（昭和55年） - 発掘調査により、付近の墓地周辺の笹薮から工事犠牲者の遺骨が複数出土。引き取り手のない遺骨が光顕寺に安置される。
- 1991年（平成3年） - 本堂取り壊しを免れ、歴史資料館「笹の墓標展示館」となる。この際に本堂建物は宗教法人から分離。
- 1999年（平成11年） - 改修を経て、青少年研修・宿泊施設「旧光顕寺・笹の墓標展示館」となる。空知民衆史講座が管理。[1]
- 2019年（平成31年） - 冬季の雪害により建物が大きく損壊。有志の実行委員会[2] により現在の建物を解体し、近く展示館の再建が行われる予定。[3]